# London Interbank Offered Rate
London Interbank Offered Rate, också kallat LIBOR, är en daglig referensränta baserad på de räntesatser för osäkrade lån som banker erbjuder till andra banker inom Londons penningmarknad (eller interbank-marknad).
Dess praktiska betydelse återfinns inom de flesta finansiella instruments prissättning, så som futures, forwards, swappar med flera derivat, där priset anges till LIBOR-räntan plus en viss procentsats.
Fram till finanskrisen 2007-2008 användes LIBOR ofta som en approximation av den riskfria räntan, men har sedan dess ofta ersatts med OIS-räntan vid värdering av finansiella kontrakt.
Alla större finansiella centrum har en motsvarande räntesats; den ränta som gäller i Sverige är den så kallade STIBOR-räntan, och för euroområdet gäller EURIBOR-räntan.